# Bayerische D IV
Die D IV war eine auf den Bahnhöfen der Königlich Bayerischen Staatsbahn häufig zu sehende kleine Nassdampf-Tenderlokomotive. Von den seit 1878 gebauten Fahrzeugen wurden mit 124 fast alle von der Deutschen Reichsbahn als Baureihe 88.71-72 übernommen, jedoch bis 1930 ausgemustert. Von diesen waren 24 Exemplare als Pfälzische T 1 bei der Pfalzbahn eingesetzt; davon wurden 21 Maschinen von der Reichsbahn als Baureihe 88.73 übernommen.
Um 1900 waren Lokomotiven der relativ leistungsschwachen Baureihe D IV u. a. in Weißenhorn und in Selb stationiert.